# Tomás Collado
Tomás Collado Herrero (Nieva, Segovia, España, 21 de diciembre de 1925) es un exfutbolista español que se desempeñaba como defensa. Jugó en la desaparecida Unión Deportiva Salamanca entre 1949 y 1953 (en Segunda División), siendo fichado posteriormente por el R.C.D. La Coruña, con el que jugó cuatro temporadas en Primera División y dos en Segunda. Terminó su carrera profesional en el Racing Club de Ferrol en 1959/60, en Segunda División.

## Clubes
| Club                  | País   | Año       |
| --------------------- | ------ | --------- |
| U.D. Salamanca        | España | 1949-1953 |
| R. C. D. La Coruña    | España | 1953-1959 |
| Racing Club de Ferrol | España | 1959-1960 |